# Mehrzweckgerätewagen
Der Mehrzweckgerätewagen (MzGW) ist ein Einsatzfahrzeug des Technischen Hilfswerks (THW), das als Fahrzeug der Fachgruppe Notversorgung und Notinstandsetzung (FGr N), der Fachgruppe Schwere Bergung (FGr SB) und der Fachgruppe Brückenbau (FGr BrB) des Technischen Zuges eingesetzt wird.
Es handelt sich um allradgetriebene mittelschwere Lkw mit Staffelkabine (7 Sitzplätze), in der ersten Serie Fahrzeuge des Typs MAN TGM 18.290 4x4 BB. Ähnlich wie der Mehrzweckkraftwagen verfügt der Mehrzweckgerätewagen über eine Ladefläche mit Ladebordwand und Pritsche, auf der ein Teil der Beladung in Rollwagen verstaut ist. Im Vergleich zum Mehrzweckkraftwagen ist die Pritsche kürzer, zwischen Ladefläche und Kabine befindet sich ein fester Aufbau mit Gerätefächern für die Aufnahme von weiterem Ausrüstungsmaterial. Der MzGW ähnelt damit den bei den Feuerwehren in Deutschland normierten GW-L2.